# Висше образование
Висшето образование е степен в образованието, която се получава във висше училище – университет, академия, колеж, институт, консерватория, семинария и др.
Обучението във висшето образование се провежда в различни видове научни направления, образователни степени (най-често бакалавър, магистър, доктор) и води до удостоверение за успешно завършен курс (диплом, сертификат).
Правото на достъп до висше образование се споменава в множество документи за човешките права. Във Великобритания Международната спогодба за икономически, социални и културни права от 1966 година декларира в чл. 13., че „висшето образование ще бъде равно достъпно за всички, на базата на способностите, по всички възможни начини и в частност чрез прогресивното въвеждане на свободно образование“. В Европа чл. 2. на Европейската конвенция за правата на човека, приета през 1950 година, задължава всички подписали страни да гарантират право на образование.

## Институции на висшето образование
Висшето образование се осъществява във висши училища. Това е понятието, което обобщава всички разновидности под един общ знаменател. Във всяка страна разновидностите се определят от съответните образователни обичаи и законови уредби при висшето образование.